# Ciénega de Araujo
Ciénega de Araujo är en ort i Mexiko.   Den ligger i kommunen Guadalupe y Calvo och delstaten Chihuahua, i den västra delen av landet, 1 100 km nordväst om huvudstaden Mexico City. Ciénega de Araujo ligger 1 364 meter över havet och antalet invånare är 125.
Terrängen runt Ciénega de Araujo är huvudsakligen kuperad, men västerut är den bergig. Runt Ciénega de Araujo är det mycket glesbefolkat, med 6 invånare per kvadratkilometer. Närmaste större samhälle är San Javier de Abajo, 11,1 km sydväst om Ciénega de Araujo. I omgivningarna runt Ciénega de Araujo växer huvudsakligen savannskog.